# Batrachedra
Batrachedra is een geslacht van vlinders in de familie van de smalvleugelmotten (Batrachedridae). De wetenschappelijke naam van het geslacht werd in 1853 gepubliceerd door Herrich-Schäffer. Het geslacht telt circa 130 soorten. Het is het typegeslacht van de familie Batrachedridae.
Dit geslacht werd aanvankelijk in de familie Tineidaae geplaatst. In 1914 werd het door Walsingham in de familie Coleophoridae geplaatst. Volgens Sattler en Tremewan (1974) hoort het in de familie Momphidae. Als de Batrachedridae niet als zelfstandige familie worden beschouwd, worden ze wel als onderfamilie Batrachedrinae in de familie Coleophoridae geplaatst.

## Type
De typesoort van het geslacht is Ornix turdipennella Kollar, 1832

## Synoniemen
- Eustaintonia Spuler, 1910

## Soorten
- B. acrodeta Meyrick, 1927
- B. agaura Meyrick, 1901
- B. albanica (Rebel & Zerny, 1931)
- B. albicapitella Sinev, 1986
- B. albistrigella Möschler, 1890
- B. amydraula Meyrick, 1916
- B. angusta Turati, 1930
- B. aphypnota (Meyrick, 1917)
- B. arenosella (Walker, 1864)
- B. astathma Meyrick, 1897
- B. astricta Philpott, 1930
- B. atomosella Walsingham, 1900
- B. atriloqua Meyrick, 1931
- B. bedelliella Walsingham, 1907
- B. bermudensis
- B. busiris Hodges, 1966
- B. calator Hodges, 1966
- B. capnospila Lower, 1899
- B. clemensella
- B. comosae Hodges, 1966
- B. concitata Meyrick, 1928
- B. concors
- B. conspersa Meyrick, 1916
- B. copia Clarke, 1957
- B. crypsineura Lower, 1900
- B. cuniculata Busck, 1914
- B. curvilineella (Chambers, 1872)
- B. daduchus Hodges, 1966
- B. decoctor Hodges, 1966
- B. diplosema Meyrick, 1897
- B. ditrota Meyrick, 1897
- B. dolichoscia Meyrick, 1928
- B. elucus Hodges, 1966
- B. enormis
- B. ephelus Walsingham, 1907
- B. epimyxa Meyrick, 1916
- B. epixantha Meyrick, 1897
- B. epombra Meyrick, 1914
- B. eremochtha Meyrick, 1897
- B. eucola Meyrick, 1888
- B. eurema Bradley, 1956
- B. eustola Meyrick, 1897
- B. filicicola Meyrick, 1917
- B. folia Hodges, 1966
- B. garritor Hodges, 1966
- B. granosa Meyrick, 1911
- B. hageter Hodges, 1966
- B. halans Meyrick, 1924
- B. helarcha Meyrick, 1897
- B. heliota Meyrick, 1913
- B. holochlora Meyrick, 1897
- B. hologramma Lower, 1899
- B. hypachroa Meyrick, 1897
- B. hypoleuca Lower, 1904
- B. hypoxutha Meyrick, 1897
- B. illusor Hodges, 1966
- B. isochtha Meyrick, 1914
- B. kabulella (Kasy, 1969)
- B. knabi (Walsingham, 1909)
- B. leucophyta Meyrick, 1897
- B. libator Hodges, 1966
- B. linaria Clarke, 1957
- B. liopis Meyrick, 1897
- B. liopsis
- B. litterata Philpott, 1928
- B. lomentella Walsingham, 1907
- B. lygropis Lower, 1904
- B. macroloncha Meyrick, 1916
- B. mathesoni Busck, 1916
- B. meator Hodges, 1966
- B. megalodoxa Meyrick, 1897

- B. metaxias Meyrick, 1897
- B. microbias Meyrick, 1914
- B. microdryas Turner, 1923
- B. microstigma Walsingham, 1907
- B. microtoma Meyrick, 1897
- B. mictopsamma Meyrick, 1932
- B. monophthalma Clarke, 1971
- B. mylephata Meyrick, 1897
- B. myrmecophila Snellen, 1908
- B. notocapna Turner, 1939
- B. nuciferae Hodges, 1966
- B. ochricomella
- B. oemias Meyrick, 1909
- B. orinarcha Meyrick, 1917
- B. pacabilis Meyrick, 1922
- B. pachybela Meyrick, 1934
- B. paritor Hodges, 1966
- B. parvulipunctella Chrétien, 1915
- B. pastor Meyrick, 1936
- B. peltias Meyrick, 1897
- B. phaneropa Meyrick, 1914
- B. phorcydia Meyrick, 1897
- B. phragmitidella
- B. pinicolella

Gele smalvleugelmot (Zeller, 1839)
- B. plagiocentra Meyrick, 1897
- B. praeangusta

Katjessmalvleugelmot (Haworth, 1828)
- B. praeangustella
- B. promylaea Meyrick, 1917
- B. psilopa
- B. psithyra Meyrick, 1888
- B. pulvella
- B. repertor Hodges, 1966
- B. rhysodes Meyrick, 1917
- B. rixator Hodges, 1966
- B. ruficiliata Walsingham, 1907
- B. sacrata Meyrick, 1921
- B. salicipomenella Clemens, 1865
- B. salina Meyrick, 1921
- B. satirica Meyrick, 1917
- B. saurota Meyrick, 1911
- B. scapulata Meyrick, 1917
- B. scitator Hodges, 1966
- B. siliginea Turner, 1923
- B. silvatica Meyrick, 1917
- B. sophroniella Walsingham, 1907
- B. stegodyphobius Walsingham, 1903
- B. stenosema Lower, 1904
- B. sterilis Meyrick, 1897
- B. striolata Zeller, 1873
- B. subglauca Sinev, 1979
- B. substrata Meyrick, 1916
- B. supercincta Walsingham, 1907
- B. tarsimaculata Walsingham, 1897
- B. testor Hodges, 1966
- B. theca Clarke, 1957
- B. trimeris Meyrick, 1897
- B. tristicta Meyrick, 1901
- B. unifasciella (Kasy, 1969)
- B. velox Meyrick, 1897
- B. verax Meyrick, 1917
- B. volucris Meyrick, 1897
- B. xanthocrena Meyrick, 1917
- B. zenochra Lower, 1904
- B. zenochroa